# Максюта Валерія Володимирівна
Вале́рія Володи́мирівна Максю́та (* 1987) — українська та ізраїльська гімнастка.

## Життєпис
Народилася 1987 року у місті Київ. Від 1992-го почала займатися спортивною гімнастикою. Протягом спортивної кар'єри займалася в спортивній школі СДЮСШОР-20. 2000 року стала майстром спорту зі спортивної гімнастики. В 2002—2007 роках виступала за збірну України.
2005 року виграла на Маккабіаді, отримала пропозицію перейти до збірної Ізраїлю. 2007-го отримала ще одну пропозицію — від господаря клубу «Маккабі-цафон» Аарона Литвина — тренуватися в його клубі та виступати за збірну Ізраїлю. Валерія скористалася пропозицією та виїхала до Ізраїлю.

### Деякі спортивні результати
- На чемпіонаті України 2001 року завоювала бронзову медаль — на різновисоких брусах.
- на Маккабіаді 2005 року завоювала золоті медалі у багатоборстві, вільних вправах та колоді; бронзу — на різновисоких брусах[2].
- на Чемпіонаті України-2006 здобула золоту нагороду в опорному стрибку
- на Маккабіаді 2009 року виграла срібні медалі у багатоборстві та на нерівних брусах, а також золото у вправах на колоді[3]. На Кубку Стелли Захарової-2009 представляла Ізраїль і завоювала золоту, срібну та бронзову медаль.[4]
- 2010-го на Кубку Віталія Щербо здобула срібну медаль у вправах на колоді[5]